# Jamie Delgado
Jamie Delgado (* 21. März 1977 in Birmingham) ist ein ehemaliger britischer Tennisspieler und jetziger Tennistrainer aus England. Er hält den Rekord für die meisten Wimbledon-Teilnahmen der Männer in Folge. Von 1991 bis 2014 nahm er jeweils am Turnier teil, nur Virginia Wade hatte noch mehr Teilnahmen in Folge (26).

## Leben und Karriere
Delgado versuchte in seiner Karriere zunächst im Einzel Fuß zu fassen. Auf der Challenger Tour gelangen ihm drei Turniersiege, davon zwei 1999 und ein weiterer 2001. Seine höchsten Einzelplatzierung war Rang 121 am 20. August 2001. Seit 2002 ist er jedoch vor allem im Doppel aktiv und erfolgreich: Bislang konnte er 16 Titel im Doppel gewinnen. Bei Grand-Slam-Turnieren kam er im Einzel nie über die zweite Runde hinaus, erreichte im Doppel jedoch schon sowohl bei Wimbledon als auch bei den US Open das Achtelfinale.
2014 entschied er sich seine Karriere zu beenden und sich vermehrt auf seine Trainertätigkeiten zu konzentrieren. Er verhalf Gilles Müller, mit dem er anfangs auch noch zusammen im Doppel antrat, von einem Weltranglistenplatz jenseits der Top 300 wieder bis zu einer Platzierung innerhalb der Top 50. Außerdem gehört Delgado seit 2016 auch zum Trainerteam von Andy Murray.

## Erfolge
| Legende (Anzahl der Siege)  |
| Grand Slam                  |
| ATP World Tour Finals       |
| ATP World Tour Masters 1000 |
| ATP World Tour 500          |
| ATP World Tour 250          |
| ATP Challenger Tour (19)    |

### Einzel

#### Turniersiege
| Nr. | Datum          | Turnier        | Belag     | Finalgegner     | Ergebnis  |
| --- | -------------- | -------------- | --------- | --------------- | --------- |
| 1.  | 2. August 1999 | Gramado        | Hartplatz | Diego Veronelli | 6:3, 7:64 |
| 2.  | 9. August 1999 | Belo Horizonte | Hartplatz | Daniel Melo     | 6:2, 7:64 |
| 3.  | 9. Juli 2001   | Bristol        | Rasen     | Alexander Peya  | 6:3, 6:1  |

### Doppel

#### Turniersiege
| Nr. | Datum              | Turnier      | Belag     | Partner         | Finalgegner                           | Ergebnis          |
| --- | ------------------ | ------------ | --------- | --------------- | ------------------------------------- | ----------------- |
| 1.  | 12. August 2002    | Bronx        | Hartplatz | Arvind Parmar   | Karol Beck Tomáš Zíb                  | 7:66, 6:1         |
| 2.  | 31. Oktober 2005   | Aachen       | Teppich   | James Auckland  | Lars Burgsmüller Michael Kohlmann     | 2:6, 7:5, 6:3     |
| 3.  | 28. August 2006    | Como         | Sand      | Jamie Murray    | Victor Crivoi Gabriel Moraru          | 6:2, 4:6, [10:7]  |
| 4.  | 5. Januar 2008     | São Paulo    | Hartplatz | Bruno Soares    | Brian Dabul Horacio Zeballos          | 6:1, 6:3          |
| 5.  | 17. August 2009    | Trani        | Sand      | Jamie Murray    | Simon Greul Alessandro Motti          | 3:6, 6:4, [12:10] |
| 6.  | 21. September 2009 | Ljubljana    | Sand      | Jamie Murray    | Stéphane Robert Simone Vagnozzi       | 6:3, 6:3          |
| 7.  | 15. Februar 2010   | Belgrad      | Teppich   | Ilija Bozoljac  | Dustin Brown Martin Slanar            | 6:3, 6:3          |
| 8.  | 19. Juli 2010      | Recanati     | Hartplatz | Lovro Zovko     | Vincent Stouff Charles-Antoine Brezac | 7:66, 6:1         |
| 9.  | 24. Januar 2011    | Heilbronn    | Hartplatz | Jonathan Marray | David Škoch Frank Moser               | 6:1, 6:4          |
| 10. | 7. März 2011       | Sarajevo     | Hartplatz | Jonathan Marray | Yves Allegro Andreas Beck             | 7:64, 6:2         |
| 11. | 21. März 2011      | Bath         | Hartplatz | Jonathan Marray | Yves Allegro Andreas Beck             | 6:3, 6:4          |
| 12. | 9. Mai 2011        | Bordeaux     | Sand      | Jonathan Marray | Julien Benneteau Nicolas Mahut        | 7:5, 6:3          |
| 13. | 7. November 2011   | Loughborough | Hartplatz | Jonathan Marray | Sam Barry Daniel Glancy               | 6:2, 6:2          |
| 14. | 19. Februar 2012   | Bergamo      | Hartplatz | Ken Skupski     | Martin Fischer Philipp Oswald         | 7:5, 7:5          |
| 15. | 13. Mai 2012       | Rom          | Sand      | Ken Skupski     | Adrián Menéndez Walter Trusendi       | 6:1, 6:4          |
| 16. | 14. September 2013 | Istanbul     | Hartplatz | Jordan Kerr     | James Cluskey Adrián Menéndez         | 6:3, 6:2          |

#### Finalteilnahmen
| Nr. | Datum         | Turnier     | Belag     | Partner     | Finalgegner                    | Ergebnis          |
| --- | ------------- | ----------- | --------- | ----------- | ------------------------------ | ----------------- |
| 1.  | 23. Juni 2012 | Eastbourne  | Rasen     | Ken Skupski | Colin Fleming Ross Hutchins    | 4:6, 3:6          |
| 2.  | 29. Juli 2012 | Los Angeles | Hartplatz | Ken Skupski | Xavier Malisse Ruben Bemelmans | 6:75, 6:4, [7:10] |